# Dendrelaphis chairecacos
Espèce
Synonymes
- Dendrophis chairecaeos Boie, 1827
- Dendrophis chairecacos Boie, 1827
- Dendrelaphis chairecaeos (Boie, 1827)

Statut de conservation UICN

 DD  : Données insuffisantes
Dendrelaphis chairecacos est une espèce de serpents de la famille des Colubridae.

## Répartition
Cette espèce est endémique du Sud de l'Inde. Elle se rencontre dans les États du Karnataka, du Kerala et du Tamil Nadu jusqu'à 400 n d’altitude dans les Ghats occidentaux.

## Description
Dendrelaphis chairecacos est un serpent arboricole diurne.

## Publication originale
- Boie, 1827 : Bemerkungen über Merrem's Versuch eines Systems der Amphibien, 1. Lieferung: Ophidier. Isis von Oken, Jena, vol. 20, p. 508-566 (texte intégral)